# Brockmore Classic Replicas
Brockmore Classic Replicas Limited war ein britischer Hersteller von Automobilen.

## Unternehmensgeschichte
Das Unternehmen aus Brierley Hill bei Dudley in der Grafschaft West Midlands übernahm 1993 ein Projekt von der Grand Illusions Motor Company. Die Produktion von Automobilen und Kits begann. Der Markenname lautete Brockmore. 1994 endete die Produktion. Insgesamt entstanden etwa vier Exemplare.

## Fahrzeuge
Im Angebot standen Nachbildungen von Triumph TR 2 und TR 3. Fahrwerk und Radaufhängungen waren überarbeitet worden. Viele Teile kamen von Ford. Verschiedene Motoren bis zum V8-Motor von Rover trieben die Fahrzeuge an.